# Conselho da Língua Occitana
O Conselho da Língua Occitana (em occitano:  Conselh de la Lenga Occitana, Conseu de la Lenga Occitana ou Conselh dera Lengua Occitana) é o organismo de codificação da língua occitana, fundado entre 1996—1997. O conselho é responsável por administrar e elaborar as regras normativas do occitano.